# Аносов, Николай Павлович (инженер)
Николай Павлович Аносов (12 [24] декабря 1833, Златоуст — 17 [29] сентября 1890, Санкт-Петербург) — русский горный инженер, золотопромышленник, чиновник по особым поручениям при генерал-губернаторе Восточной Сибири, камер-юнкер, член-корреспондент Сибирского отдела Императорского Русского географического общества.

## Биография
Родился в 1833 (по другим данным в 1835) году в семье Павла Петровича Аносова — известного учёного-металлурга, горного инженера, организатора горнозаводской промышленности.
В 1853 окончил Институт Корпуса горных инженеров в Санкт-Петербурге и получил назначение в Нерчинские заводы. В первые месяцы работы нашел крупные россыпи золота по руслу речки Бальджи.
C 1854 Н. П. Аносов являясь чиновником по особым поручениям при генерал-губернаторе Восточной Сибири Н. Н. Муравьеве-Амурском проводит геологическое изучение берегов Амура на предмет возможности нахождения золота.
За более чем двадцатилетний стаж работы в восточной Сибири и на Дальнем Востоке по поиску и разработке месторождений золота он создал и применил на практике специальную поисковую методику, позволяющую определить первичные геологические предпосылки формирования узлов россыпной золотоносности.
Уйдя в 1862 году с государственной службы, Н. П. Аносов становится руководителем поисковой партии золотопромышленника Д. Е. Бенардаки и зимой 1865—1866 годов открывает богатые россыпи золота в вершинах рр. Янкан (с-ма р. Ольдоя) и Джалинда (прав. приток р. Уркан, с-ма р. Зея). За этим открытием последовали организация золотодобычи на территории Верхнего Приамурья и быстрое экономическое развитие Амурской области и других присоединённых к Российской империи территорий.
В 1867 году на основе открытия золота в Верхнем Приамурье крупный Санкт-Петербургский капиталист Д. Е. Бенардаки основывает Верхне-Амурскую золотопромышленную компанию. В 1873 г. совместно с банкиром Н. Д. Бенардаки Н. П. Аносов основал Средне-Амурскую золотопромышленную компанию для добычи золота в верховьях реки Селемджи. В 1875 совместно с И. Ф. Базилевским он основал Ниманскую компанию для разработки золота, открытого по его изысканиям на реке Ниман. В то время открытый Аносовым золотоносный район в Приамурье давал до одной пятой всего российского золота, а созданные по его инициативе и с его участием золотопромышленные компании входили в число крупнейших в России.
Похоронен на кладбище Новодевичьего монастыря в Санкт-Петербурге. В 2022 году на его могиле взамен утраченного установлен новый надгробный памятник в виде стелы с бюстом Н. П. Аносова.

## Публикации
Являясь членом-корреспондентом Сибирского отделения Русского географического общества Н. П. Аносов написал статьи и книги.
В «Горном Журнале»:
- «Геогностическое описание берегов реки Амура» (1861, ч. ІІ, С. 1), эта статья напечатана также и в I томе «Известий Сибирского отдела Имп. Русского Географического Общества», к статье приложены собственные рисунки Аносова с натуры (вышла отдельной книгой в 1871)
- «Китайская разработка золотых песков» (1863, ч. II, С. 353)
- «Морские золотые россыпи» (1864, ч. II, С. 520)
- «Ущелье Хингана» (1865, ч. II, С. 60)
- «Амурские золотые россыпи» (1866, ч. IV, С. 161). Издана в 1875 «Карта маршрутов» Аносова и его партии.

Несколько его статей помещены в «Записках» Императорского Русского географического общества 1864, в «Известиях» Географического общества (т. І и II), в «Записках» Сибирского отделения Императорского Русского географического общества (кн. 5 и 6), в «Extraits des publications de la Société Géogr. de Russie en 1856 et 1857».
- Аносов Н. П. Записки горного инженера (1830-е — 1874). Москва: Кучково поле, 2023. 329 с. Тираж 500 экз.

## Звания и награды
В числе очень немногих горных инженеров за исключительные заслуги в открытии месторождений рассыпного золота Н. П. Аносов удостоен чина камер-юнкера. В 1876 году был удостоен звания Почётного члена детского приюта Принца Ольденбургского.
Награждён орденами Святой Анны 2-й и 3-й степени, Святого Владимира 4-й степени.

## Память
Имя Н. П. Аносова отмечено и на карте Амурской области:
- река Аносов — левый приток Медвежьего (бассейн реки Большой Мадалан), Сковородинский район.
- село Аносово (ранее — казачья станица Аносовская) — село в Шимановском районе на левом берегу реки Ульмин. Основано в 1857 году.
- Аносовские острова — в русле реки Амур, Шимановский район.
- поселок Аносовский — посёлок в Тындинском районе.
- станция Аносовская — на железнодорожной ветке БАМ (Байкало-Амурская магистраль)- Тында.